# 天主教龙溪教区旧址
天主教龙溪教区旧址位于云南省昭通市盐津县普洱镇龙台村，是天主教最早传入云南的地方，云南天主教的发祥地。
1644年，张献忠军攻占成都时，一些天主教徒前往云南盐津县避难。1658年，南明永历帝前往云南，随行人员中的天主教徒后来流落到民间。1659年，云南天主教教务由东京（越南）代牧区兼管。1696年成立云南代牧区，1755年并入四川代牧区。1771年，法国神父艾若望（1735-1785）来到龙溪，草创了教堂建筑，1785年在龙溪去世。1840年恢复云南代牧区，主教座堂设于盐津县龙溪（普洱镇龙台村）。首任主教袁若瑟，1843年在重庆祝圣，又在冷水、叭耳岩、大关县田坝、水富县成凤建立四座教堂，每处各建男女学校二所。
1880年11月17日，袁主教在龙溪去世。1881年新任主教古若望将主教座堂迁至昆明。
当年的主教座堂，如今只残存一道拱门。女校保存完好。2018年4月3日，天主教龙溪教区旧址公布为第三批昭通市文物保护单位。